# Martine Dupondová
Martine Dupond (* 19. dubna 1967) je francouzská judistka, držitelka tří bronzových medailí z Evropských šampionátů. Po ukončení aktivní sportovní kariéry se věnuje trenérské práci.